# Ekenäs gymnasium
Ekenäs gymnasium är ett svenskspråkig gymnasium i Raseborg i det finländska landskapet Nyland. Skolans föregångare har varit Ekenäs samskola 1905-1940, Västra Nylands samlyceum 1940-1942 och Ekenäs samlyceum 1943-1976. Petra Blomqvist är skolans rektor.
Under läsåren 2020-2021 utexaminerade 53 studenter från Ekenäs gymnasium. Ekenäs gymnasium är en av sammanlagt tre gymnasier i Raseborgs stad.